# Nagykeresztúr
Nagykeresztúr község Nógrád vármegyében, a Salgótarjáni járásban.

## Fekvése
Salgótarjántól 10 kilométerre nyugatra fekszik a Cserhát keleti szélén, a 21 135-ös számú út mentén; közúton csak azon érhető el a 21-es főútról Zagyvapálfalva előtt (esetleg Tarnál) letérve.
A Novohrad-Nógrád UNESCO Globális Geopark települése.

## Története
A falu neve a 20. század elején Kétkeresztúr néven volt ismert. Kiskeresztúr és Nagykeresztúr egyesüléséből alakult ki és ekkor 44 házban 300 magyar és tótajkú lakosa volt. Ekkor Alsó- és Felső-Veselény, Csevicze-, Kiskeresztúr-, Lápos- és Rózsás puszták is hozzá tartoztak.
Keresztúr, Nagykeresztúr nevét először 1332-1337 között a pápai tizedjegyzék említette, tehát már akkor egyházas hely volt. Később valószuínűleg Lucfalvához tartozó puszta lehetett. A lucini birtokokat még 1382-ben Tari László nyerte adományul Erzsébet királynétól. 1454-ben, midőn Tari Lőrinc unokája, György, a Pásztohi családdal kölcsönösen örökösödési szerződésre lépett, még a Tariak birtokában találjuk. A fellelt dokumentumok szerint a mai Kiskeresztúr és Nagykeresztúr helyén a középkorban Keresztúr község volt. Később valószínűleg, mint Lucfalvához tartozó egyik puszta található.
1465-ben Tari György, Guthi Országh Mihály nádornak zálogosította el, majd 1472-ben Tari György halála után végleg az Országh és a Nánai Kompolthi család birtokába jutott.
1548-ban Lipthay János, Wesselényi Miklós, Wesselényi Márton és Géczy László birtoka volt. A későbbi összeírásokból azonban hiányzik.
A 19. század elején Gencsy Károly, Madarassy Miksa, Pongrácz Arnold és Stefanidesz Benjamin birtoka volt, később mellettük a Fáy, Máriássy és a báró Deniske családok, a 20. század elejétől pedig Szakall Mihály és neje Thassy Olga volt a nagyobb birtokosa nagyobb birtoka és kastélya. A 20. század elején a községhez tartoztak: Alsó- és Felső-Veselény, Csevicze-, Kiskeresztúr-, Lápos- és Rózsás puszták is. 
Nagykeresztúr 1999. május 9-i, más források szerint május 1-jei hatállyal vált önállóvá, elszakadva Lucfalva községtől. Közigazgatási jogállása az önállósodástól fogva község, ugyanazon időponttól kezdve anyakönyvezési jogosultsággal is bír. Igazgatását 1999. július 1-jétől Márkháza, Kisbárkány és Nagykeresztúr községek körjegyzősége végzi.

## Közélete

### Polgármesterei
- 1999–2002: Tuza István (független)[4][5][6]
- 2002–2006: Tuza István (független)[7]
- 2006–2010: Ifj. Tuza István (független)[8]
- 2010–2014: Géczi Antal (független)[9]
- 2014–2019: Géczi Antal (független)[10]
- 2019–2024: Géczi Antal (független)[11]
- 2024– : Géczi Antal (független)[1]

A frissen önállóvá vált település első, időközi helyi önkormányzati választását 1999. május 9-én tartották meg.

## Népesség
A település népességének változása:
| Lakosok száma | 247  | 245  | 249  | 230  | 255  | 243  | 230  |
|               | 2013 | 2014 | 2015 | 2021 | 2022 | 2023 | 2024 |

2001-ben a település lakosságának 92%-a magyar, 6%-a cigány, 2%-a szlovák nemzetiségűnek vallotta magát.
A 2011-es népszámlálás során a lakosok 95%-a magyarnak, 18,1% cigánynak, 3,5% szlováknak mondta magát (5% nem nyilatkozott; a kettős identitások miatt a végösszeg nagyobb lehet 100%-nál). A vallási megoszlás a következő volt: római katolikus 61,4%, református 0,8%, evangélikus 14,7%, felekezeten kívüli 6,2% (15,1% nem nyilatkozott).
2022-ben a lakosság 96,1%-a vallotta magát magyarnak, 7,5% cigánynak, 2,4% szlováknak (3,9% nem nyilatkozott; a kettős identitások miatt a végösszeg nagyobb lehet 100%-nál). Vallásuk szerint 45,5% volt római katolikus, 9,4% evangélikus, 0,4% görög katolikus, 0,8% egyéb katolikus, 3,9% felekezeten kívüli (39,6% nem válaszolt).

## Külső hivatkozások
- A Novohrad-Nógrád UNESCO Globális Geopark települései